# Québec Micro
 (février 2011).
Québec Micro (abrégé QM) est un magazine technologique québécois. Il représente également une communauté sur Internet avec son forum.

## Le magazine
Québec Micro n'est plus ! Les responsables ont préféré continuer sous le nom de
« le Fureteur Techno » Ce qui suit a été préparé avant que le magazine ne change de nom.
Québec Micro est un magazine mensuel, distribué gratuitement dans le grand Montréal et à environ 4,00 $[réf. nécessaire] dans le reste de la province de Québec. Chaque mois, Julie Marcil, rédactrice en chef, s'entretient avec une personnalité québécoise pour discuter de technologie. On retrouve également des brèves traitant de l'actualité, un dossier, un article traitant de consommation, des tests de jeux vidéo du vidéo jockey Denis Talbot, des séquences du carnet web techno de Bruno Guglielminetti (de Radio-Canada) et des chroniques. Les chroniques sont divisées en six grandes catégories : gadgets, internet, ordinateurs, insolite, jeux vidéo et technologie.
Le magazine existe depuis près de 12 ans. En septembre 2004, une nouvelle équipe a pris en charge le magazine et est maintenant tiré à 30 000 exemplaires et touche un lectorat de 260 000 personnes. Le magazine a été vendu en 2007 par son propriétaire et éditeur Carl Fugère.

## Le site Internet
Le site Internet se présente comme le magazine, avec les six catégories : gadgets, internet, ordinateurs, insolite, jeux vidéo et technologies. L'équipe du site Internet fait fonctionner également le site Lelezard.com (Prix Webinette 30 janvier 2002) qui affiche les mêmes nouvelles que le site Québec Micro. LeLezard.com, tenu par Ludovic Goix (ex-rédacteur en chef adjoint du magazine), était tout d'abord indépendant, mais son webmestre a décidé de jumeler les deux sites lorsque la nouvelle équipe de rédaction pris en charge le magazine.
Les nouvelles de QuébecMicro.com peuvent être lues à partir de grands sites internet comme : RadioActif.com, Ckoi.com, 985fm.com et Google Actualités.

## Le forum
Le forum se veut une grande communauté de partage d'informations et d'entraide. Tout le comme site et le magazine, le forum a connu de grands changements. À l'origine, le forum semble venir de Nelson Dumais[réf. nécessaire], ancien rédacteur techno au journal La Presse. Le forum est tenu par une équipe de bénévoles. On compte près de 10 000 membres sur le forum, qui est divisé en 13 sections :
1. Windows, logiciels et internet
2. Hardware (matériel) et périphériques
3. Sécurité informatique
4. Jeux
5. L'actualité QM
6. Vidéo, photo et création multimédia
7. Réseaux
8. Conception web et programmation
9. Macintosh
10. Linux
11. Trucs et astuces
12. Overclocking et tuning
13. Aide et fonctionnement du forum

Le forum a été piraté en juin 2006, et toute la base de données (qui contenait 100 000 conseils) a été perdue [réf. nécessaire].